# Léna Pastor
Pour les articles homonymes, voir Pastor.
Léna Pastor (de son vrai nom Hélène Henriette Nagavitzine), née le 26 mai 1925 dans le 14e arrondissement de Paris, en France, et morte en décembre 1998 à Lausanne, en Suisse, est une chanteuse d'opéra et une actrice française.

## Famille
Fille de Paul Nagavitzine, d'origine russe, et de son épouse Renée Brissot, Léna Pastor se marie en premières noces, le 22 mars 1944 à Paris XVIe, avec Carol Lambrino (1920-2006), le fils du roi Carol II de Roumanie et de Zizi Lambrino, avec lequel elle a un fils, Paul Lambrino (né le 13 août 1948 à Paris). Leur divorce est prononcé à Paris le 3 mai 1960.
Elle se remarie le 16 novembre 1960, à New York, au chanteur Michel Rainer.

## Filmographie

### Cinéma
- Si Paris nous était conté (1956)

### Télévision
- Les Pêcheurs de perles (dans la série « Airs de France »[2]) réalisé par Guy Lessertisseur (1960), cf. l’opéra Les Pêcheurs de perles de Georges Bizet (rôle : Leïla)[3] ,[4]
- La Vie de bohème réalisé par Henri Spade (1960), cf. l’opéra La Bohème de Giacomo Puccini (rôle : Mimi)[5]. Cette œuvre télévisuelle chantée en français a été restaurée par l’INA et un DVD est maintenant disponible[6].